# Alan Rodríguez
Alan Omar Rodríguez Ortiz (ur. 20 marca 1996 w Chapali) – meksykański piłkarz występujący na pozycji środkowego pomocnika, od 2024 roku zawodnik Cancún.